# Родіна (Румунія)
Родіна (рум. Rodina) — село у повіті Марамуреш в Румунії. Входить до складу комуни Арініш.
Село розташоване на відстані 406 км на північний захід від Бухареста, 29 км на південний захід від Бая-Маре, 86 км на північ від Клуж-Напоки.

## Населення
За даними перепису населення 2002 року у селі проживали 178 осіб, усі — румуни. Усі жителі села рідною мовою назвали румунську.